# Rundkredspædagogik
Rundkredspædagogik er en negativt ladet betegnelse for en snakkeorienteret form for pædagogik, der af nogle synes at fokusere mere på at eleverne føler og synes sig frem ud fra deres personlige forudsætninger end på at de systematisk gives et højere fagligt udbytte af en kompetent lærer.
Udtrykket er relanceret af statsminister Anders Fogh Rasmussen i sin åbningstale i Folketinget 7. oktober 2003. Dansk Sprognævn har observeret ordet i 1996. Statsministerens anvendelse af ordet blev straks kritiseret af lærere og af politiske modstandere.
13. januar 2004 forklarede han sig i Folketinget på foranledning af et spørgsmål fra Holger K. Nielsen, dengang formand for SF.
| Skole | Spire Denne artikel om en skole, en uddannelsesinstitution eller uddannelse er en spire som bør udbygges. Du er velkommen til at hjælpe Wikipedia ved at udvide den. |